# Pre da Peres
Pre da Peres is een kabelbaan in Italië en is eigendom van het bedrijf Kronplatz AG.
De gondelbaan Pre da Peres ligt in de skiregio Kronplatz, vlak bij het plaatsje Sankt Vigil. Het dalstation van de gondelbaan ligt op de pashoogte van de Furkelpas, tegenover het dalstation van de gondelbaan Ruis. De gondelbaan gaat naar de Pre da Peres waar enkele skipistes beginnen. De gondelbaan kan maximaal 2200 personen per uur vervoeren.
De gondelbaan is in 2001 gereed gekomen en is gebouwd door de firma Doppelmayr.
Naast de gondelbaan is Pre Da Peres ook een skipiste. Het is een rode piste die vanaf 2 kanten gestart kan worden op de top. Na 50 meter te zijn gezakt kan men kiezen voor de zwarte piste 'Pre Da Peres RACE'. Deze is normaal gezien enkel toehankelijk voor de competitieskiërs.
Alpen I+II
· Arndt
· Belvedere
· Col Toron
· Costa
· Gipfelbahn
· Korer
· Kronplatz 2000
· Kronplatz I+II
· Lorenzi
· Marchner
· Miara
· Olang I+II
· Pedaga
· Piculin
· Piz de Plaies
· Plateau
· Pre da Peres
· Rara
· Ruis
· Skitrans Bronta
· Sonnenlift